# Abietinaria interversa
Abietinaria interversa är en nässeldjursart som först beskrevs av Francois Jules Pictet de la Rive och Bedot 1900.  Abietinaria interversa ingår i släktet Abietinaria och familjen Sertulariidae. Inga underarter finns listade i Catalogue of Life.